# Drymus
Drymus is een geslacht van wantsen uit de familie bodemwantsen (Lygaeidae). Het geslacht werd voor het eerst wetenschappelijk beschreven door Franz Xaver Fieber in 1860.

## Soorten
Het genus bevat de volgende soorten:

- Drymus pilipes Fieber, 1861
- Drymus punctatus Statz & Wagner, 1950
- Drymus una Say, 1832
- Drymus unus (Say, 1832)

Subgenus Drymus Fieber, 1860
- Drymus crassus Van Duzee, 1910
- Drymus hidakai Neimorovets, 2007
- Drymus latus Douglas & Scott, 1871
- Drymus pilicornis (Mulsant & Rey, 1852)
- Drymus pilipes Fieber, 1861
- Drymus scambus Stål, 1872

Subgenus Sylvadrymus Le Quesne, 1956
- Drymus assimilis Horváth, 1897
- Drymus brunneus (F. Sahlberg, 1848)
- Drymus laeviventris Kerzhner, 1977
- Drymus major Wagner, 1953
- Drymus marginatus Distant, 1883
- Drymus orientalis Kerzhner, 1977
- Drymus parvulus Jakovlev, 1881
- Drymus pumilio Puton, 1877
- Drymus ryeii Douglas & Scott, 1865
- Drymus sylvaticus (Fabricius, 1775)